# ويليام كلارنس ماثيوز
ويليام كلارنس ماثيوز (بالإنجليزية: Clarence Matthews)‏ هو محامي أمريكي، ولد في 7 يناير 1877 في سلما في الولايات المتحدة، وتوفي في 9 أبريل 1928 في واشنطن العاصمة في الولايات المتحدة.

## وصلات خارجية
- ويليام كلارنس ماثيوز على موقع الموسوعة البريطانية (الإنجليزية)